# Gran Depressió (1873-1896)
La Gran Depressió del segle xix fou una depressió econòmica que consistí en una disminució gradual del nivell de preus a nivell mundial. Començà el 1873 amb els pànics financers de Viena i Nova York i finalitzà a mitjans dels 90, coincidint amb els descobriments d'or a Sud Àfrica, Alaska, Canadà i Sibèria. L'etapa posterior a la Gran Depressió de 1873-1896 es coneix com la belle époque.

## Evolució de l'activitat econòmica i dels preus

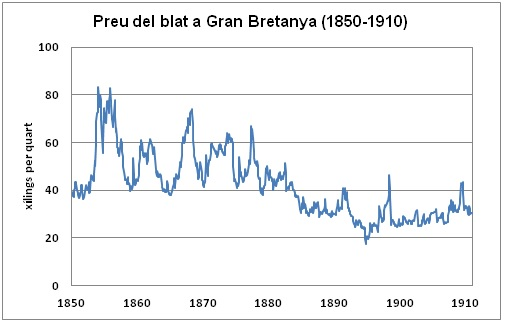
Evolució del preu del blat de 1850 a 1910

Aquest període es caracteritzà per una disminució gradual del nivell de preus. Entre 1873 i 1896 el nivell de preus a Regne Unit disminuí un 18%, a Alemanya (Hamburg) un 41% i als Estats Units un 30%. Malgrat tot, no va suposar el greu "retrocés econòmic [i] ruptura espectacular" de la posterior Gran Depressió dels anys 1930.
Se succeïren etapes de recessió amb etapes de creixement econòmic i hi hagué crisis financeres en diversos països però, globalment, la producció creixé durant aquests anys. Fou l'època del desenvolupament industrial d'Alemanya i Estats Units i s'inicià la industrialització a Suècia i Rússia. L'evolució dels preus reduí els marges de benefici de l'agricultura i la indústria però incrementà el poder adquisitiu dels treballadors. L'economista Alfred Marshall, contemporani d'aquesta època, senyalava: “una depressió en els preus, una depressió del tipus d'interès, una depressió dels beneficis; això hi és, indubtablement. No puc veure cap altre motiu per creure que hi ha una depressió en qualsevol altre aspecte”. Tanmateix, hi havia un clima de preocupació i malestar econòmic general.
Es considera sovint que el Regne Unit fou el país que es va veure més afectat, perquè durant aquest període es va perdre part del seu ampli avantatge sobre les economies industrials de l'Europa continental. Mentre estava passant, la perspectiva era que l'economia del Regne Unit havia estat en depressió contínua des de 1873 fins a una data tan tardana com 1896, i alguns textos es refereixen al període com la Gran Depressió de 1873–96.
Els sectors més afectats per la disminució dels preus foren els que es comercialitzaven a nivell internacional. És el cas del sector agrari, ja que la reducció en els costos de transport que hi hagué en aquells anys permeté que la producció americana es pogués comercialitzar a Europa, on els preus eren més elevats. L'entrada de cereals barats als mercats europeus en rebaixà molt el preu i perjudicà els agricultors. A més, la producció agrària havia augmentat molt en els anys 50 i 60 i, en conseqüència, hi havia una forta competència. Entre 1873 i 1896, el preu del blat als Estats Units disminuí un 36% i a Regne Unit un 45%. D'altra banda, a Alemanya disminuí un 37% entre 1879 i 1884, i un 49% entre 1891 i 1894 però incrementà un 63% entre 1887 i 1891.

## Les crisis

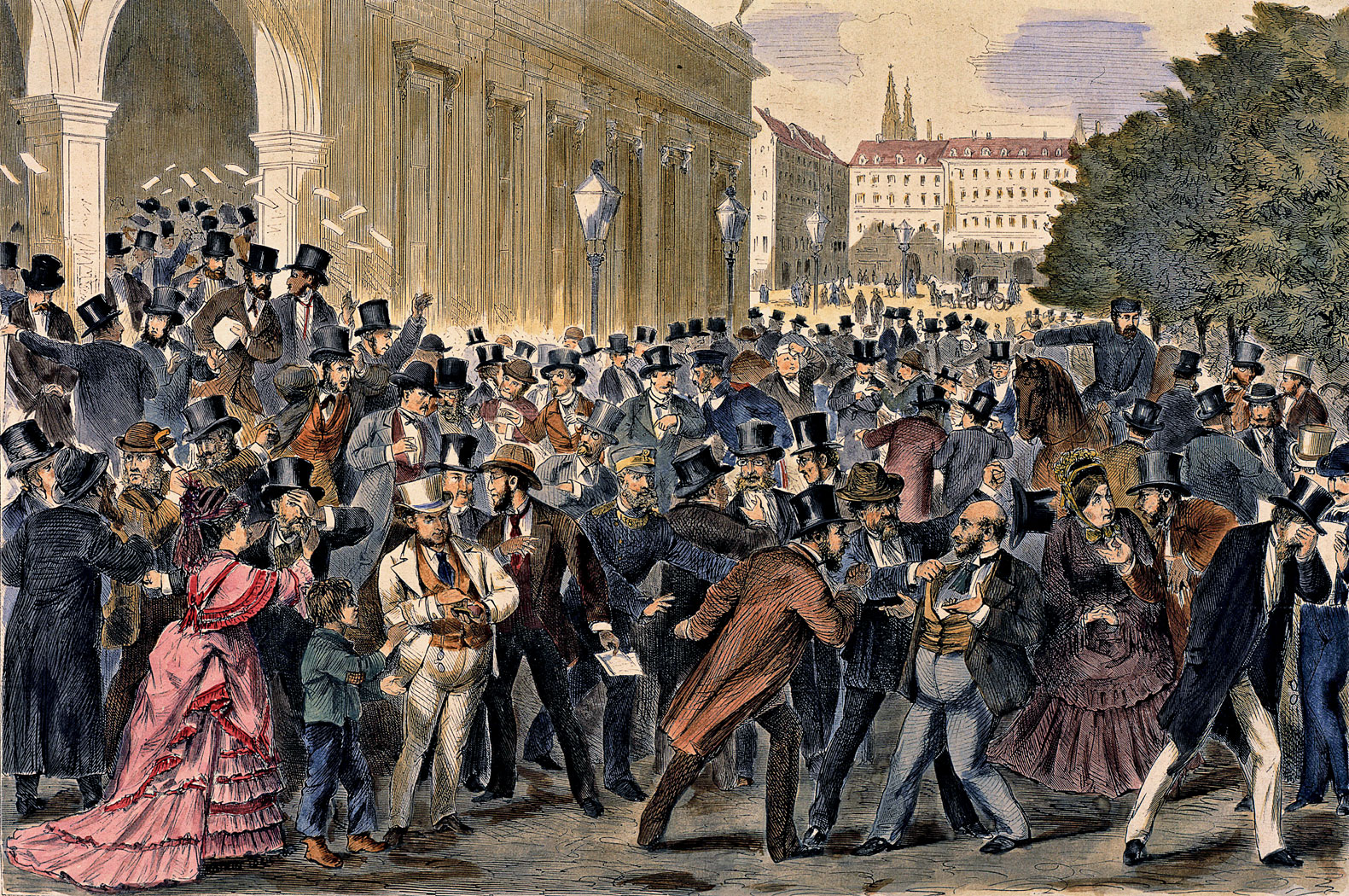
Divendres Negre a la Borsa de Viena el 9 de maig de 1873

La crisi que obrí el període de la depressió s'inicià amb un crack borsari a Viena al maig de 1873, que afectà fortament a les empreses alemanyes. Aquell mateix any, la fallida de l'entitat nord-americana Jay Cooke and Co. degut als seus negocis amb el sector ferroviari, comportà la caiguda d'altres entitats bancàries i, finalment, a tancar la borsa de Nova York el setembre de 1873.
Segons l'NBER, la recessió als Estats Units posterior al Pànic de 1873 no finalitzà fins al 1879 i és la més llarga de totes les recessions comptabilitzades per aquesta institució. Tanmateix, tot i que el NBER és la institució que determina oficialment quan els Estats Units està en recessió, la metodologia que es va usar per al període de 1790 a 1915 era menys fiable que la que s'ha fet servir posteriorment. Segons la sèrie del PNB de Balke i Gordon, entre 1873 i 1879 l'únic any amb creixement negatiu fou 1874.
França no quedà afectada per la crisi de 1873, però en canvi fou la iniciadora de la de 1882. El maig d'aquell any van fer fallida el Banque de Lyon et de la Loire i la Union Générale. Aquesta crisi es va estendre a altres entitats bancàries franceses, austríaques i italianes. Als Estats Units fou especialment greu el maig de 1884, quan es van liquidar el 15% dels national banks.
La crisi de 1890 s'inicià amb la fallida del banc anglès Baring Brothers, però seguí amb les fallides el 1893 dels italians Banca Romana, la Societá Generale di Credito Mobiliare i la Banca Generale. El Pànic de 1893 que hi hagué als Estats Units comportà la fallida de tres trusts financers i diversos bancs.

## Retorn del proteccionisme
L'augment de la competència internacional i la disminució dels beneficis comportà que alguns països apliquessin mesures proteccionistes, canviant així la tendència cap al lliure comerç que hi havia hagut en els darrers anys. A Alemanya s'aprovà el 1879 una nova llei aranzelària que protegia l'agricultura i la indústria. A França, la llei de 1882 només afectava a la indústria i no va ser fins al 1892, amb l'anomenat aranzel Meline, que es protegí a l'agricultura. La política que aplicà Itàlia el 1887 fou la de discriminar específicament les importacions franceses. Això comportà represàlies per part de França amb la qual cosa els dos països mantingueren una guerra d'aranzels fins al 1898. Austria-Hongria, Rússia i Estats Units, que ja eren altament proteccionistes abans de la Depressió, ho seguiren sent; mentre que el Regne Unit mantingué la seva estratègia de lliure comerç. En general, les mesures proteccionistes del període 1880-1914 no impediren que el comerç internacional continués augmentant, encara que a un ritme menys elevat que abans. A més, en la seva vessant industrial, el proteccionisme contribuí en el desenvolupament de les indústries nacionals.

## Crítiques al patró or
Des del segle xviii, Gran Bretanya tenia el patró or com a sistema monetari. Això volia dir que el Banc d'Anglaterra estava obligat a canviar la lliura esterlina per or i que el preu de l'or en lliures estava fix. Tanmateix, la majoria de països tenien un sistema bimetàl·lic, amb l'or i la plata com a patrons monetaris. Els descobriments de plata durant el decenni de 1870 feu que la relació entre aquests dos metalls fos més inestable i diversos països triaren l'or com a únic patró monetari (Alemanya el 1872, Escandinàvia el 1873, els Països Baixos el 1875, Bèlgica, França i Suïssa el 1878 i els Estats Units el 1879). Això implicava que la quantitat de diner en aquests països quedava restringida per la quantitat d'or de la que disposessin, ja que els bancs havien de poder garantir la convertibilitat de les seves monedes en or al preu fixat. Com que en aquesta època la producció d'or fou baixa, una possible explicació per a l'evolució dels preus era que l'escassetat d'or restringia la quantitat de diner en l'economia. Per aquest motiu, els moviments populistes que sorgiren als Estats Units durant la depressió expressaven una forta oposició al patró or i demanaven la reintroducció de la plata, molt més abundant, com a patró monetari. Als anys 90, hi hagué descobriments d'or a Sud-àfrica, Alaska, Canadà i Sibèria i l'oferta d'or començà a augmentar més ràpidament. El 1896 la tendència dels preus canvià, i el debat sobre el sistema monetari s'acabà.

## Altres efectes
A més del retorn al proteccionisme i de l'oposició al patró or, durant aquests anys, es produïren tot un seguit de canvis que, si bé indirectament, també es poden relacionar amb la depressió:
- L'economia tendí a una major concentració empresarial i bancària.
- En el sector agrari hi hagué un creixement de les societats cooperatives.
- Es començaren a desenvolupar tècniques, com la “gestió científica” de Taylor, per millorar l'organització de les empreses.
- Incrementaren les friccions entre les grans potències, que visqueren una nova etapa d'imperialisme i d'expansió colonial.